# Карл Ернст фон Валдщайн
Карл Ернст фон Валдщайн (на немски: Karl Ernst von Waldstein; на чешки: Karel Arnošt z Valdštejna; * 4 май/13 май 1661, Виена или Добровице; † 7 януари 1713, Виена) е граф от род Валдщайн, господар на Вартенберг в Бохемия, австрийски дипломат, Хабсбургски посланик в Испания (1689 – 1693), във Франция (1698 – 1699) и в Португалия (1700 – 1703).

## Живот
Той е единствен син на кралския дипломат граф Карл Фердинанд фон Валдщайн (1634 – 1702) и съпругата му, първата му братовчедка, Мария Елизабет фон Харах (1637 – 1710), дъщеря на чичо му граф Ото Фридрих фон Харах-Рорау (1610 – 1639) и Лавиния Мария Текла Гонзага (1607 – 1639).
Карл Ернст следва и пътува, след това започва служба като камерхер в двора на император Леополд I. Той става извънреден посланик във Франция във Версайския дворец. От 1697 г. е таен съветник и през 1698 г. става рицар на Хабсбургския Орден на Златното руно.
Както баща му, той прави забележителна дипломатическа кариера. Карл Ернст става посланик в Испания, Савоя (1693), Бранденбург (1695) и в Лисабон (1700 – 1703). През 1703 г., когато се връща от дипломатическа мисия във Франция и Португалия (води преговор за женитбата на трон-принца на Португалия с една ерцхерцогиня), той напуска Лисабон с холандски кораб, който е нападнат от французите. Карл Ернст, посланик на императора, е пленен и затворен 10 месеца в затвора във Венсен. По-късно той е разменен срещу френския маршал Франсоа де Ньофвил, херцог на Вилерой, който е затворен от императорската войска в Кремона.
През 1704 г. Карл Ернст става обрист-дворцов маршал и главен дворцов кемерер на император Леополд I и през 1708 г. на Вилхелмина Амалия фон Брауншвайг-Люнебург. От 1709 г. е главен обер-дворцов кемерер на император Йозеф I.
Карл Ернст фон Валдщайн умира на 7 януари 1713 г. на 51 години.

## Фамилия
Карл Ернст фон Валдщайн се жени на 14 юли 1686 г. във Виена за Мария Терезия фон Лозенщайн (* 21 декември 1666, Виена; † 20 юни 1729, Виена), дъщеря на граф Франц Адам фон Лозенщайн (1631 – 1666) и Мария Терезия фон Херберщайн (1641 – 1682), сестра на граф Йохан Максимилиан II фон Херберщайн († 1679), ландесхауптман на Каринтия и Щирия. Te имат 5 деца:
- Елеонора Мария Анна Йозефа Елишка/Елизабет Анастасия (* 22 август 1687; † 20 септември 1749), омъжена на 30 януари 1706 г. за граф Йохан Йозеф фон Валдщайн, господар на Вартенберг (* 26 юни 1684; † 22 април 1731), син на граф Ернст Йозеф фон Валдщайн, господар на Вартенберг (1654 – 1708) и Мария Анна Кокорцоцец фон Кокорзова (1651 – 1687); имат дъщеря
- Мария Йозефа Антония Каролина (*13 септември 1688; † 23 ноември 1735), омъжена I. за граф Йохан Ромедиус фон Тун и Хоенщайн (* 1683; † 23 януари 1719), II. за граф Петер Роберт Тапарел Лагнаско († 2 май 1732)
- Йозеф Карел Антонíн Ян Габриел Тадеаш (* 31 януари 1693; † 1713)
- Ян Адам Йозеф Иноценц Вацлав Михаел Адолф (* 28 септември 1698)
- Мария Жиндришка/Хенриета Каролина Терезия Йозефа (* 24 януари 1702, Виена; † 11 март 1780, Виена), омъжена на 11 ноември 1718 г. в Прага за фелдмаршал княз Ян Жири/Георг Кристиан фон Лобковиц (* 10 август 1686; † 4 октомври 1755)